# Linea Hakushin

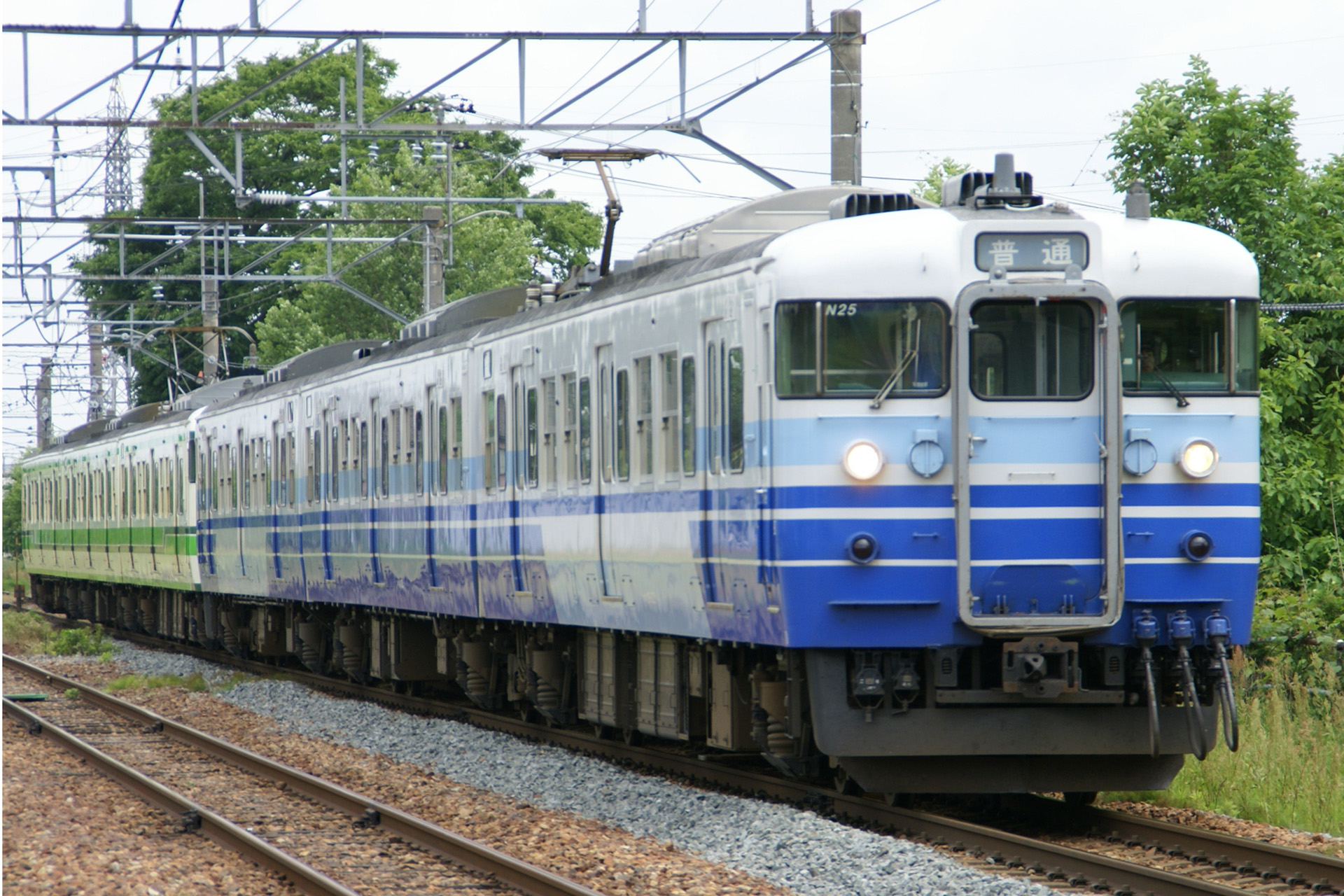
Treno della serie E115

La linea Hakushin (白新線?, Hakushin-sen) è una linea ferroviaria giapponese a carattere regionale gestita dalla JR East a scartamento ridotto che collega le stazioni di Niigata nella città omonima e di Shibata, a Shibata. La linea si trova interamente nella prefettura di Niigata ed è a doppio binario fra Niigata e Niizaki.

## Storia
La linea aprì nella sua prima sezione di 12,3 km fra Shibata e Kuzutsuka (l'attuale Toyosaka) il 23 dicembre 1952 e venne estesa a Nuttari per altri 14,9 km il 15 aprile 1956.

## Stazioni
| Stazione                  | Giapponese         | Distanza | Distanza | R  | Collegamenti                                                                               | Posizione  | Posizione |
| Stazione                  | Giapponese         | Interst. | Totale   | R  | Collegamenti                                                                               | Posizione  | Posizione |
| ------------------------- | ------------------ | -------- | -------- | -- | ------------------------------------------------------------------------------------------ | ---------- | --------- |
| Niigata                   | 新潟               | -        | 0.0      | ●  | Jōetsu Shinkansen ■ Linea principale Shin'etsu ■ Linea Ban'etsu occidentale ■ Linea Echigo | Chūō-ku    | Niigata   |
| Giunzione di Kami-Nuttari | 上沼垂信号場       | -        | 1.9      | ｜ |                                                                                            | Chūō-ku    | Niigata   |
| Higashi-Niigata           | 東新潟             | 5.0      | 5.0      | ｜ |                                                                                            | Higashi-ku | Niigata   |
| Scalo merci di Niigata    | 新潟貨物ターミナル | 5.0      | 5.0      | ｜ |                                                                                            | Higashi-ku | Niigata   |
| Ōgata                     | 大形               | 2.0      | 7.0      | ｜ |                                                                                            | Higashi-ku | Niigata   |
| Niizaki                   | 新崎               | 2.6      | 9.6      | ｜ |                                                                                            | Kita-ku    | Niigata   |
| Hayadōri                  | 早通               | 1.9      | 11.5     | ｜ |                                                                                            | Kita-ku    | Niigata   |
| Toyosaka                  | 豊栄               | 3.5      | 15.0     | ●  |                                                                                            | Kita-ku    | Niigata   |
| Kuroyama                  | 黒山               | 3.0      | 18.0     | ｜ |                                                                                            | Kita-ku    | Niigata   |
| Sasaki                    | 佐々木             | 3.0      | 21.0     | ｜ |                                                                                            | Shibata    | Shibata   |
| Nishi-Shibata             | 西新発田           | 3.3      | 24.3     | ｜ |                                                                                            | Shibata    | Shibata   |
| Shibata                   | 新発田             | 3.0      | 27.3     | ●  | ■ Linea principale Uetsu                                                                   | Shibata    | Shibata   |

## Materiale rotabile
- Serie 115
- Serie E127
- Serie E485